# Documento básico de ahorro de energía

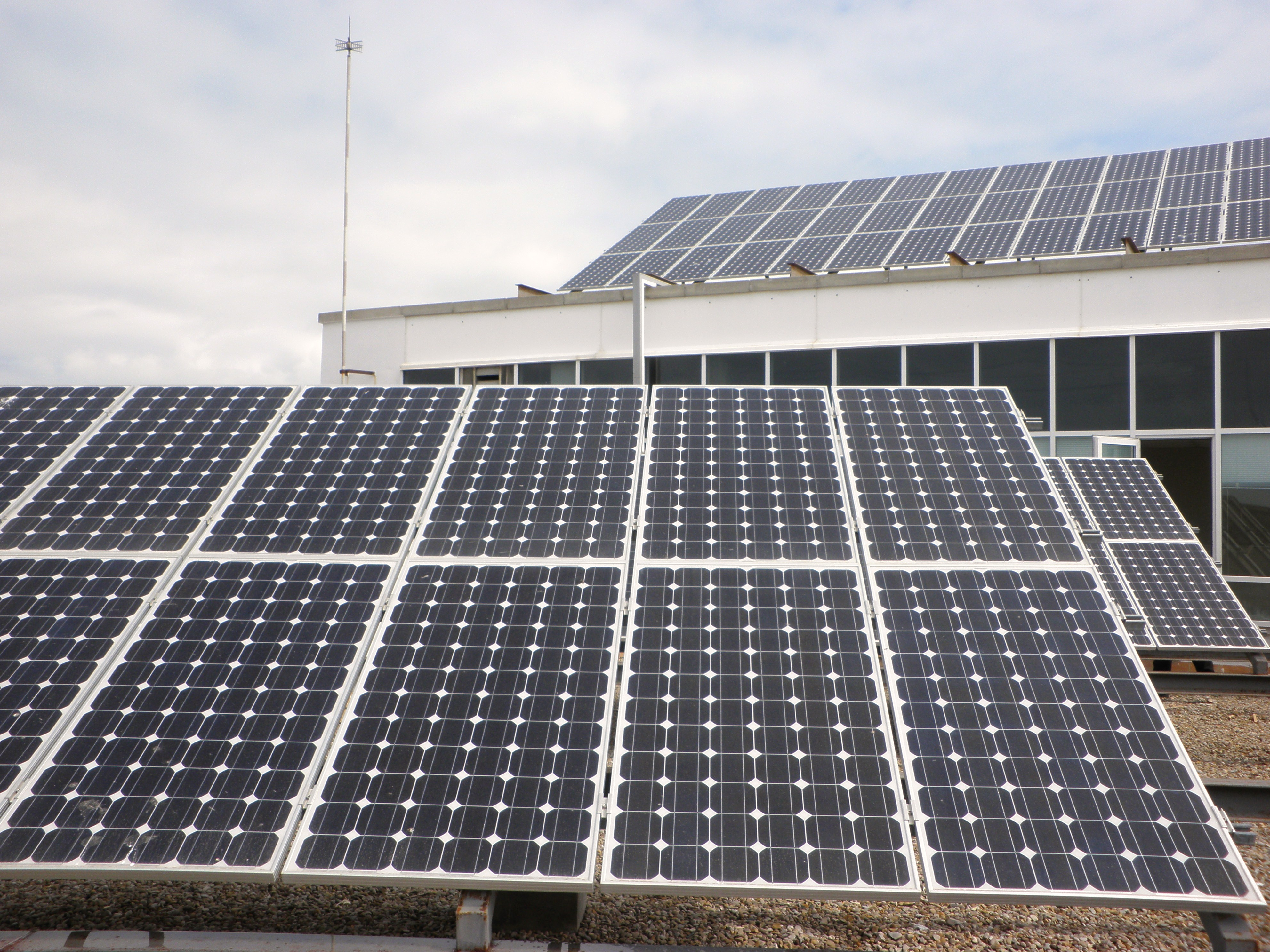
Paneles solares que producen energía fotovoltaica, en un edificio en Cádiz.

El Documento Básico de Ahorro de Energía (DB-HE) es una normativa de construcción española que pertenece al Código Técnico de la Edificación. Forma parte de las normativas dedicadas a habitabilidad.
Desde 2006 es una normativa de obligado cumplimiento en España. Su introducción produjo cambios en la forma de construcción, entre las cuales la más llamativa era la obligatoriedad del uso de placas solares. Anteriormente a la entrada en vigor del Código Técnico de la Edificación, la normativa que regulaba en consumo energético de los edificios era la NBE-CT de 1979. Esta normativa regulaba de forma exclusiva el aislamiento que debía proporcionar el cerramiento del edificio, ante las cargas de calefacción. La limitación se establecía sobre el conjunto del edificio (mediante un coeficiente denominado KG) y sobre cada uno de los cerramientos excluyendo los huecos (mediante unos coeficientes denominados K). Sólo se aplicaba a los edificios de nueva planta, y no era de aplicación en la comunidad autónoma de Canarias. Existía otra normativa denominada Reglamento de Instalaciones Térmicas en los Edificios (RITE), aprobada en 1998, que recogía la producción de frío y calor.
En 1999 se aprobó la Ley de Ordenación de la Edificación, que exigía unos nuevos requisitos a todas las construcciones, por lo que era necesario la redacción de una nueva normativa. El resultado de esta reelaboración es el Código Técnico de la Edificación, compuesto por varios Documentos Básicos. Entre las exigencias de habitabilidad se encontraba, desde su primera versión, el relativo a ahorro de energía, con 4 capítulos de nueva redacción y un capítulo, el segundo, que remite al RITE para lo referente a instalaciones térmicas. Este documento básico fue aprobado, junto con el resto de Documentos Básicos iniciales, el 29 de septiembre de 2006.
En 2007 se publicó un nuevo Reglamento de Instalaciones Térmicas en los Edificios (RITE), adaptado a las nuevas directivas europeas y al resto del DB-HE, que supuso un cambio del Documento Básico al referir este que su segundo capítulo se compone del RITE en vigor. Este RITE fue posteriormente modificado puntualmente en 2009.
Desde su aprobación, el DB-HE ha sufrido dos renovaciones importantes: en 2013, momento en el que se introdujo una nueva sección en donde se limitaba el consumo de energía primaria no renovable, y en 2019, con una versión que mantenía la estructura anterior ajustando la metodología de cálculos a la normativa europea.
El sistema de medidas del Código Técnico de la Edificación es el sistema internacional de unidades, lo que supone un gran cambio con respecto a las normativas anteriores que se regían por el sistema técnico de unidades.

## Composición
La versión de 2019 se compone de 6 capítulos, dedicados a la limitación del consumo energético, a las condiciones para el control de la demanda energética, al rendimiento de las instalaciones térmicas, al rendimiento de la iluminación, a la contribución de energía de origen renovable para el agua caliente y a la generación de energía eléctrica.

### HE-0. Limitación del consumo energético
En el primer capítulo del DB-HE se establecen los límites de consumo energético del edificio, diferenciando el consumo de energía primaria no renovable (Cep,nren) y el consumo de energía primaria total (Cep,tot). Estos límites de consumo irán definidos por la zona climática en la que se desarrolle el edificio. Las zona climáticas están definidas por una letra y un número, siendo la letra la referencia de la severidad del invierno (de A a E) y el número la severidad del verano (de 1 a 4). Cada provincia puede tener varias zonas climáticas, ordenadas en nivel de exigencia según la altitud sobre el nivel del mar.
Para el cálculo de los consumos se ha desarrollado una aplicación gratuita denominada Herramienta Unificada LIDER-CALENER (HULC), la cual permite simular el edificio y verificar, además de este capítulo, los requisitos de las secciones HE-1, HE-4 y HE-5.

### HE-1. Condiciones para el control de la demanda energética

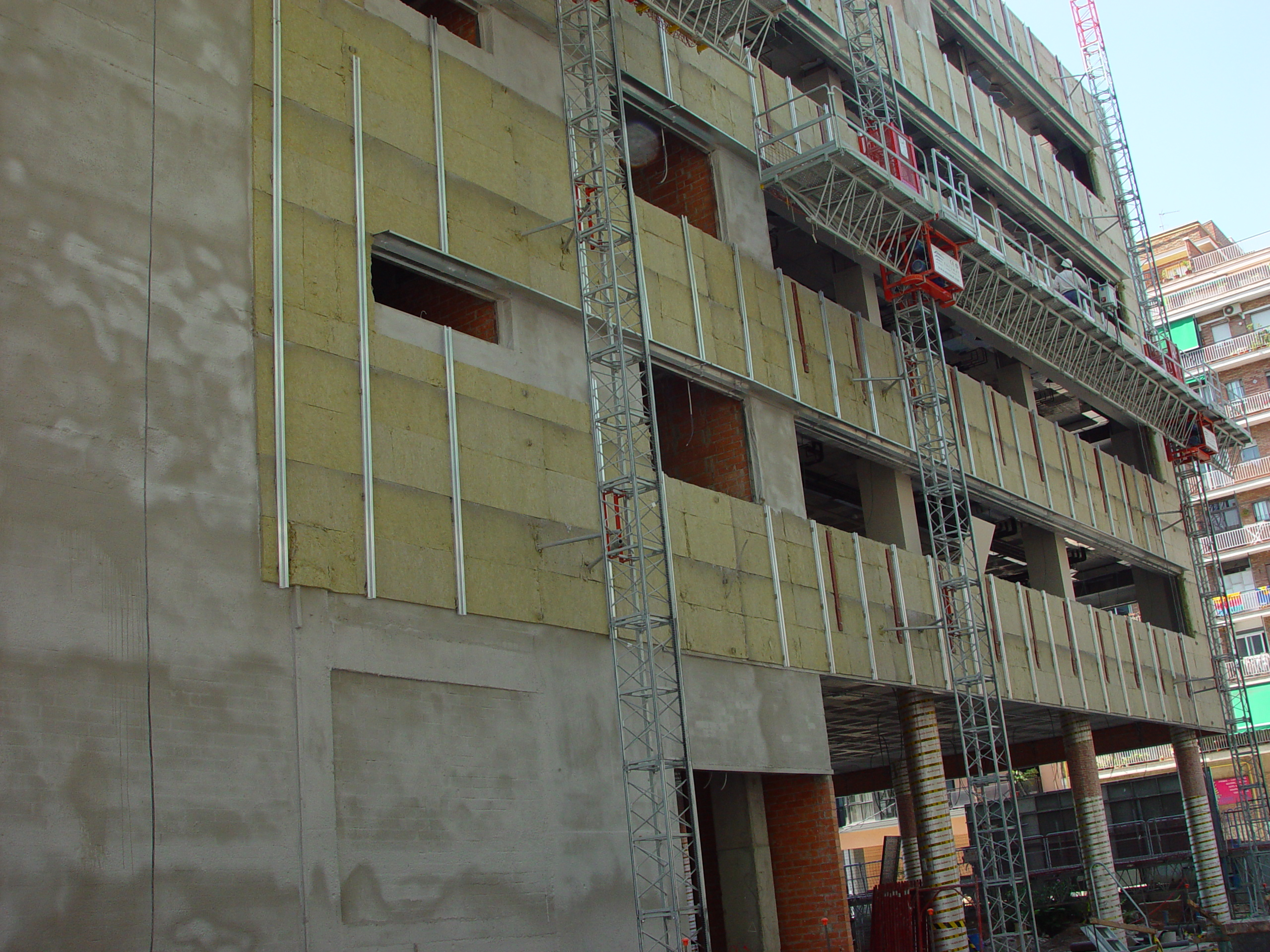
Aislamiento mediante lana de roca.

Esta sección se dedica a las características de la envolvente térmica que influyen en la demanda energética, con el fin de lograr un edificio que logre alcanzar los niveles óptimos de confort con poca energía. Se hace hincapié en el diseño y la buena construcción para obtener un edificio eficiente.
Para ello, en esta sección se establecen unos parámetros que definen la calidad de la envolvente:
- Los valores de transmitancia de la envolvente térmica, determinados por el coeficiente global de transmisión de calor (K) y las transmitancias de cada elemento (Ulim). El cumplimiento de las transmitancias por elemento no es condición necesaria para que el valor global esté por debajo del límite, por lo que se ha de asegurar un buen diseño para cumplir este parámetro.
- El control solar de la envolvente térmica (qsol;jul). Con este parámetro se estudia la capacidad de control de las ganancias solares en verano mediante dispositivos de sombra móviles (persianas, toldos, cortinas...) con el fin de evitar un sobrecalentamiento del interior que obligue a un uso excesivo de refrigeración.
- La permeabilidad al aire, tanto de los huecos (Q100), como la de la envolvente térmica en general (n50).
- Limitar las descompensaciones entre unidades de uso mediante la transmitancia de las particiones interiores (Ulim).
- El control de las condensaciones.

### HE-2. Condiciones de las instalaciones térmicas

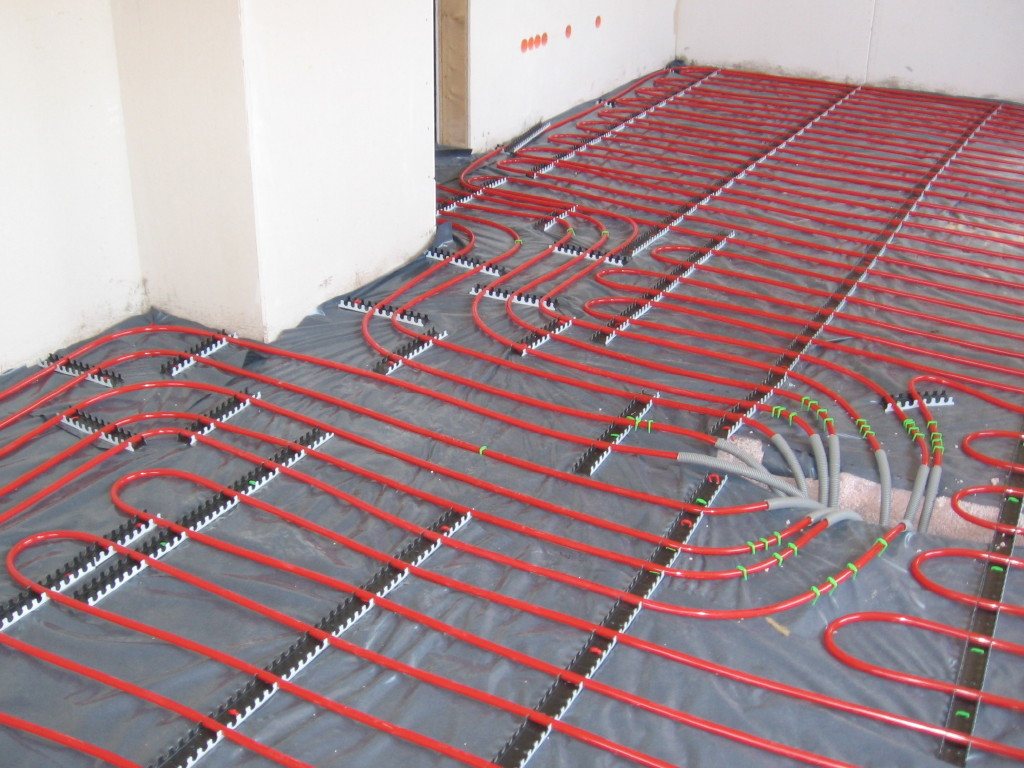
Tuberías para un sistema de calefacción por suelo radiante.

En esta sección no se desarrolla un articulado, sino que se establece que los requerimientos sobre el rendimiento de las instalaciones térmicas son aquellos que se establezcan en el Reglamento de Instalaciones Térmicas en los Edificios (RITE). En la práctica, desde que el RITE fue adaptado al Código Técnico, en ocasiones se le denomina directamente HE-2.

### HE-3. Condiciones de las instalaciones de iluminación
Este capítulo controla la eficiencia de las instalaciones de iluminación para garantizar el confort lumínico del edificio. Se regula la potencia máxima por superficie, además de medir la eficiencia de la instalación mediante el valor de eficiencia energética de la instalación (VEEI), que relaciona la potencia instalada con el área iluminada y su calidad de iluminación.
Además de estos indicadores, se fomenta el uso de sistemas de control y regulación, así como el aprovechamiento de la luz natural.

### HE-4. Contribución mínima de energía renovable para cubrir la demanda de agua caliente sanitaria

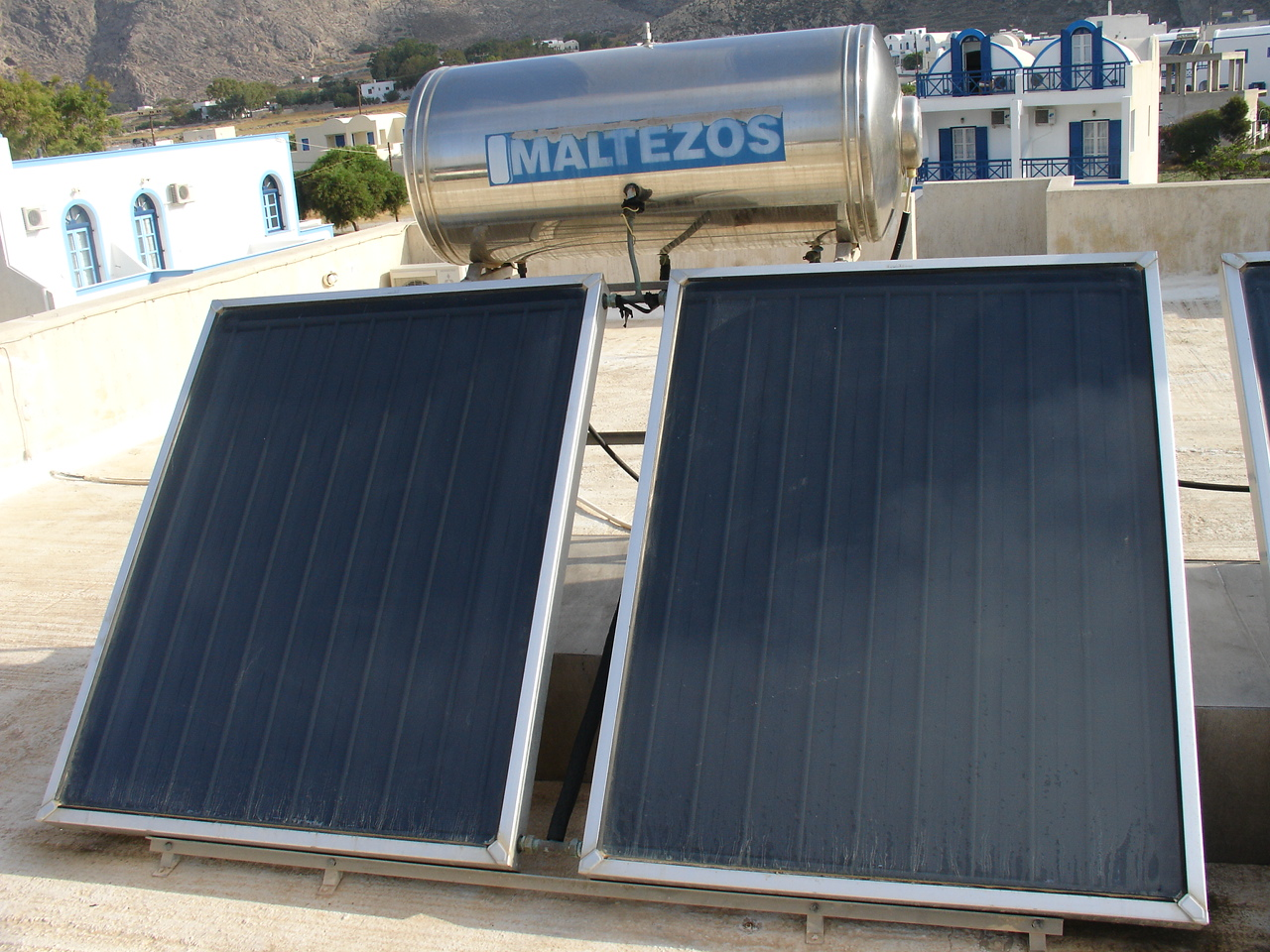
Colectores solares de agua caliente.

En esta sección se establece la exigencia de satisfacer un porcentaje de la demanda de agua caliente sanitaria (ACS) y climatización de piscinas cubiertas mediante el uso de energía de fuentes renovables. El valor de este porcentaje se fija en un 70% de la demanda anual de ACS, pudiendo reducirse en un 60% para demandas menores a 5000 l/d.
Para cumplir esta exigencia, la normativa permite usar el propio sistema de generación térmica del edificio, así como la conexión a sistemas de calefacción urbana, siempre que sean de origen renovable. En este sentido, la energía renovable que se puede producir en el edificio se puede conseguir a través de la utilización de colectores solares y bombas de calor.

### HE-5. Generación mínima de energía eléctrica
En el último capítulo del DB-HE se define la exigencia mínima de producción de energía eléctrica de fuentes renovables para consumo propio o suministro de la red. Esta exigencia es obligatoria para edificios de uso distinto al residencial privado y superen los 3000 m², siendo opcional para el resto de casos. La potencia mínima obligatoria a instalar no será inferior a 30 kW ni superará los 100 kW, lo cual no impide instalar mayores valores de potencia cuando las circunstancias del edificio, técnicas y administrativas lo permitan.

## Documentos de apoyo
El Documento Básico de Ahorro de Energía dispone de varios documentos de apoyo, dedicados al cálculo de los parámetros carácterísticos de la envolvente (DA 1), a la comprobación de limitación de condensaciones superficiales e intersticiales en los cerramientos (DA 2), y a los puentes térmicos (DA 3).